# As Farpas Modernas
As Farpas Modernas: chronica mensal da politica, das letras e dos costumes foi um periódico mensal com origem no Porto em 1880. 
Conhecem-se apenas dois números, um em Março e um em Abril de 1880. A publicação tinha como diretor Gervásio de Araújo (1856-1916) que aqui surge sob o pseudónimo Gério Vaz. É ele o único autor de todos os textos, nenhum deles assinado.
Esta publicação é importante para compreender o dinamismo da cidade do Porto em finais do século XIX e o marcado regionalismo nortenho e  defesa do localismo portuense. 
No preâmbulo ao primeiro número pode ler-se a seguinte passagem, ilustrativa do seu conteúdo e objectivos: 
Não são um livro d'arte, um livro de critica, um livro de sciencias philosophicas, onde tu possas enriquecer a tua imaginação, robustecer o teu espírito, retemperar o teu pensamento; não são também uma edição luxuosa com que tu possas embellesar os compartimentos da tua estante; mas em compensação damos-te – por dinheiro – um folheto destinado a fazer luz sobre os factos mais escandalosos da nossa politica, a pôr em relevo as miserias dos nossos costumes, da nossa sociedade, a desmascarar os tartufos que se arrogam o direito de nos depreciar, a proteger o fraco contra o forte e a redicularisar tudo o que não mereça, a severidade da nossa razão, o esforço do nosso pensamento. Seremos inexoraveis para tudo e para com todos.
Apesar de no seu segundo número haver referência ao seguinte, não existe qualquer prova deste ter sido publicado.